# Puchar Polski Strongman 2007
Puchar Polski Strongman 2007 – cykl indywidualnych zawodów polskich siłaczy, rozgrywanych w 2007 r.

## Pierwsze zawody - Grodzisk Mazowiecki
Data: 27 maja 2007 r.

Miejscowość: Grodzisk Mazowiecki

WYNIKI ZAWODÓW:
| Miejsce | Zawodnik              | Punkty |
| ------- | --------------------- | ------ |
| 1.      | Mariusz Pudzianowski  | 48     |
| 2.      | Krzysztof Radzikowski | 34     |
| 3.      | Grzegorz Szymański    | 30     |
| 4.      | Sławomir Toczek       | 30     |
| 5.      | Sławomir Orzeł        | 28     |
| 6.      | Bartłomiej Bąk        | 20     |
| 7.      | Tomasz Żocholl        | 15     |
| 8.      | Krzysztof Schabowski  | 11     |

## Drugie zawody - Radom
Data: 9 czerwca 2007 r.

Miejscowość: Radom

WYNIKI ZAWODÓW:
| Miejsce | Zawodnik              | Punkty           |
| ------- | --------------------- | ---------------- |
| 1.      | Mariusz Pudzianowski  | 48               |
| 2.      | Tomasz Nowotniak      | 34               |
| 3.      | Grzegorz Szymański    | 32               |
| 4.      | Krzysztof Radzikowski | 30               |
| 5.      | Sławomir Orzeł        | 25               |
| 6.      | Bartłomiej Bąk        | 22               |
| 7.      | Krzysztof Schabowski  | 19               |
| 8.      | Robert Kalinowski     | 1 (kontuzjowany) |

## Trzecie zawody - Szczecinek
Data: 8 lipca 2007 r.

Miejscowość: Szczecinek

WYNIKI ZAWODÓW:
| Miejsce | Zawodnik             | Punkty |
| ------- | -------------------- | ------ |
| 1.      | Mariusz Pudzianowski | 48     |
| 2.      | Grzegorz Szymański   | 34     |
| 3.      | Tomasz Nowotniak     | 29     |
| 4.      | Sławomir Toczek      | 29     |
| 5.      | Tomasz Żocholl       | 21     |
| 6.      | Krzysztof Schabowski | 21     |
| 7.      | Sławomir Orzeł       | 20     |
| 8.      | Bartłomiej Bąk       | 14     |

## Czwarte zawody - Cieszanów
Data: 29 lipca 2007 r.

Miejscowość: Cieszanów

WYNIKI ZAWODÓW:
| Miejsce | Zawodnik              | Punkty |
| ------- | --------------------- | ------ |
| 1.      | Mariusz Pudzianowski  | 48     |
| 2.      | Sławomir Toczek       | 35,5   |
| 3.      | Tomasz Nowotniak      | 32     |
| 4.      | Krzysztof Radzikowski | 30     |
| 5.      | Tomasz Żocholl        | 24     |
| 6.      | Bartłomiej Bąk        | 21,5   |
| 7.      | Sławomir Orzeł        | 18     |
| 8.      | Robert Lipiński       | 5      |

## Piąte zawody - Skierniewice
Data: 5 sierpnia 2007 r.

Miejscowość: Skierniewice

WYNIKI ZAWODÓW:
| Miejsce | Zawodnik              | Punkty           |
| ------- | --------------------- | ---------------- |
| 1.      | Mariusz Pudzianowski  | 48               |
| 2.      | Sławomir Toczek       | 35,5             |
| 3.      | Grzegorz Szymański    | 29               |
| 4.      | Krzysztof Radzikowski | 26,5             |
| 5.      | Tomasz Nowotniak      | 26               |
| 6.      | Krzysztof Schabowski  | 22               |
| 7.      | Tomasz Żocholl        | 12               |
| 8.      | Robert Kalinowski     | 8 (kontuzjowany) |

## Szóste zawody - Bogatynia
Data: 12 sierpnia 2007 r.

Miejscowość: Bogatynia

WYNIKI ZAWODÓW:
| Miejsce | Zawodnik              | Punkty |
| ------- | --------------------- | ------ |
| 1.      | Mariusz Pudzianowski  | 44     |
| 2.      | Krzysztof Radzikowski | 31,5   |
| 3.      | Sławomir Toczek       | 31,5   |
| 4.      | Tomasz Nowotniak      | 29     |
| 5.      | Sławomir Orzeł        | 26,5   |
| 6.      | Grzegorz Szymański    | 23     |
| 7.      | Krzysztof Schabowski  | 18,5   |
| 8.      | Sebastian Kurek       | 12     |

## Siódme zawody - Bytów
Data: 18 sierpnia 2007 r.

Miejscowość: Bytów

WYNIKI ZAWODÓW:
| Miejsce | Zawodnik         | Punkty |
| ------- | ---------------- | ------ |
| 1.      | Sebastian Wenta  | 43     |
| 2.      | Sławomir Toczek  | 38     |
| 3.      | Tomasz Nowotniak | 35     |
| 4.      | Sławomir Orzeł   | 31     |
| 5.      | Tomasz Żocholl   | 23     |
| 6.      | Sebastian Kurek  | 18     |
| 7.      | Bartłomiej Bąk   | 18     |
| 8.      | Robert Lipiński  | 9      |

## Finał - Strzegom
Data: 15 września 2007 r.

Miejscowość: Strzegom

WYNIKI ZAWODÓW:
| Miejsce | Zawodnik              | Punkty           |
| ------- | --------------------- | ---------------- |
| 1.      | Mariusz Pudzianowski  | 40               |
| 2.      | Jarosław Dymek        | 37               |
| 3.      | Grzegorz Szymański    | 36               |
| 4.      | Sławomir Toczek       | 33               |
| 5.      | Sławomir Orzeł        | 24,5             |
| 6.      | Krzysztof Radzikowski | 22,5             |
| 7.      | Bartłomiej Bąk        | 15               |
| 8.      | Robert Kalinowski     | 2 (kontuzjowany) |